# 恩西纳村
恩西纳村，是西班牙卡斯蒂利亚-拉曼恰昆卡省的一个市镇。总面积49平方公里，总人口228人（2001年），人口密度5人/平方公里。